# U Ophiuchi
U Ophiuchi är en trippelstjärna och kortperiodisk förmörkelsevariabel av Algol-typ (EA/DM) i stjärnbilden Ormbäraren. 
Stjärnan har magnitud +5,84 och når i förmörkelsefasen ner till +6,56 med en period av 1,67734617 dygn.